# Olympische Sommerspiele 1952/Teilnehmer (Kuba)
| Gelbes Symbol für Goldmedaillen mit stilisierten Olympischen Ringen | Graues Symbol für Silbermedaillen mit stilisierten Olympischen Ringen | Braundes Symbol für Bronzemedaillen mit stilisierten Olympischen Ringen |
| ------------------------------------------------------------------- | --------------------------------------------------------------------- | ----------------------------------------------------------------------- |
| —                                                                   | —                                                                     | —                                                                       |

Kuba nahm an den Olympischen Sommerspielen 1952 in der finnischen Hauptstadt Helsinki mit 29 männlichen Sportlern an 23 Wettkämpfen in acht Sportarten teil.
Seit 1900 war es die sechste Teilnahme eines kubanischen Teams an Olympischen Sommerspielen.

## Flaggenträger
Der Basketballspieler Frederico López trug die Flagge Kubas während der Eröffnungsfeier im Olympiastadion.

## Teilnehmer nach Sportarten

### Basketball
- Carlos Bea, Felipe de la Pozas, Alberto Escoto, Armando Estrada, Alfredo Faget, Casimiro García, Juan García, Raúl García, Federico López, Mario Quintero, Fabio Ruíz und Ramón Wiltz
Qualifikationsrunde, Gruppe A: zwei Siege und eine Niederlage; für die Hauptrunde qualifiziert
59:51-Sieg gegen  Belgien
56:62-Niederlage gegen  Bulgarien
Entscheidungsspiel: 71:63-Sieg gegen  Belgien
Hauptrunde, Gruppe 4: drei Niederlagen; nicht für das Viertelfinale qualifiziert
52:53-Niederlage gegen  Chile
42:58-Niederlage gegen  Frankreich
55:66-Niederlage gegen  Ägypten

### Fechten
Florett Einzel
- Abelardo Menéndez
1. Runde: in Gruppe 7 ein Duell gewonnen, vier verloren und 24 Treffer erhalten; Rang 7

Degen Einzel
- Abelardo Menéndez
1. Runde: in Gruppe 5 ein Duell gewonnen, sechs verloren und 20 Treffer erhalten; Rang 7

### Gewichtheben
Halbschwergewicht (bis 82,5 kg)
- Orlando Garrido
Finale: 122,5 kg, Wettkampf nicht beendet
Militärpresse: 122,5 kg, Rang 4
Reißen: kein gültiger Versuch
Stoßen: nicht mehr angetreten

### Leichtathletik
100 m
- Rafael Fortún
Vorläufe: in Lauf 8 (Rang 1) mit 10,5 s (handgestoppt) bzw. 10,93 s (elektronisch) für die Viertelfinalläufe qualifiziert
Viertelfinale: in Lauf 3 (Rang 2) mit 10,7 s (handgestoppt) bzw. 10,90 s (elektronisch) für die Halbfinalläufe qualifiziert
Halbfinale: in Lauf 2 (Rang 4) mit 10,7 s (handgestoppt) bzw. 10,92 s (elektronisch) nicht für das Finale qualifiziert

- Raúl Mazorra
Vorläufe: in Lauf 2 (Rang 4) mit 11,0 s (handgestoppt) bzw. 11,19 s (elektronisch) nicht für die Viertelfinalläufe qualifiziert

200 m
- Rafael Fortún
Vorläufe: in Lauf 4 (Rang 1) mit 21,8 s (handgestoppt) bzw. 21,98 s (elektronisch) für die Viertelfinalläufe qualifiziert
Viertelfinale: in Lauf 2 (Rang 2) mit 21,7 s (handgestoppt) bzw. 21,98 s (elektronisch) für die Halbfinalläufe qualifiziert
Halbfinale: in Lauf 2 (Rang 4) mit 21,6 s (handgestoppt) bzw. 21,93 s (elektronisch) nicht für das Finale qualifiziert

- Angel García
Vorläufe: in Lauf 8 (Rang 2) mit 21,9 s (handgestoppt) bzw. 22,14 s (elektronisch) für die Viertelfinalläufe qualifiziert
Viertelfinale: in Lauf 4 (Rang 4) mit 21,8 Sekunden (handgestoppt) bzw. 22,11 s (elektronisch) nicht für die Halbfinalläufe qualifiziert

- Raúl Mazorra
Vorläufe: in Lauf 16 (Rang 1) mit 22,3 s (handgestoppt) bzw. 22,52 s (elektronisch) für die Viertelfinalläufe qualifiziert
Viertelfinale: in Lauf 1 (Rang 6) mit 31,0 s (handgestoppt) nicht für die Halbfinalläufe qualifiziert

400 m
- Angel García
Vorläufe: in Lauf 9 (Rang 4) mit 49,2 s (handgestoppt) bzw. 49,34 s (elektronisch) nicht für die Viertelfinalläufe qualifiziert

- Evelio Planas
Vorläufe: in Lauf 1 (Rang 5) mit 49,4 s (handgestoppt) bzw. 49,44 s (elektronisch) nicht für die Viertelfinalläufe qualifiziert

800 m
- Evelio Planas
Vorläufe in Lauf 2 (Rang 5) mit 1:57,6 min (handgestoppt) nicht für die Halbfinalläufe qualifiziert

110 m Hürden
- Samuel Anderson
Vorläufe: in Lauf 3 (Rang 3) mit 15,1 s (handgestoppt) bzw. 15,24 s (elektronisch) nicht für die Halbfinalläufe qualifiziert

4 × 100 m Staffel
- Samuel Anderson, Rafael Fortún, Angel García & Evelio Planas
Vorläufe: in Lauf 2 (Rang 3) mit 41,9 s (handgestoppt) bzw. 42,14 s (elektronisch) für die Halbfinalläufe qualifiziert
Halbfinale: in Lauf 2 (Rang 4) mit 41,5 s (handgestoppt) bzw. 41,67 s (elektronisch) nicht für das Finale qualifiziert

### Schießen
Freie Scheibenpistole
- Mario de Armas
Finale: 526 Ringe, Rang 16
1. Runde: 90 Ringe, Rang 07
2. Runde: 86 Ringe, Rang 23
3. Runde: 93 Ringe, Rang 05
4. Runde: 85 Ringe, Rang 25
5. Runde: 90 Ringe, Rang 12
6. Runde: 82 Ringe, Rang 42

Schnellfeuerpistole
- Mario de Armas
Finale: 568 Ringe, 60 Treffer, Rang 12
1. Runde: 280 Ringe, 30 Treffer, Rang 16
2. Runde: 288 Ringe, 30 Treffer, Rang 11

- Ernesto Herrero
Finale: 540 Ringe, 59 Treffer, Rang 39
1. Runde: 267 Ringe, 29 Treffer, Rang 42
2. Runde: 273 Ringe, 30 Treffer, Rang 34

### Schwimmen
100 m Freistil
- Nicasio Silverio
Vorläufe: in Lauf 6 (Rang 3) mit 1:00,0 min für die Halbfinalläufe qualifiziert
Halbfinale: in Lauf 1 (Rang 8) mit 59,9 s nicht für das Finale qualifiziert

200 m Brust
- Manuel Sanguily
Vorläufe: in Lauf 6 (Rang 5) mit 2:44,5 min nicht für die Halbfinalläufe qualifiziert

### Segeln
Finn-Dinghy
- Jorge de Cárdenas
Finale: 1470 Punkte, Rang 24
1. Rennen: 247 Punkte, 1:28:19 h, Rang 20
2. Rennen: 206 Punkte, 1:52:06 h, Rang 22
3. Rennen: 293 Punkte, 1:28:54 h, Rang 18
4. Rennen: 117 Punkte, 1:37:45 h, Rang 27
5. Rennen: 186 Punkte, 1:35:21 h, Rang 23
6. Rennen: 269 Punkte, 1:28:52 h, Rang 19
7. Rennen: 269 Punkte, 1:29:46 h, Rang 19

Star
- Carlos de Cárdenas Culmell & Carlos de Cárdenas Plá
Finale: 4535 Punkte, Rang 4
1. Rennen: 724 Punkte, 2:49:43 h, Rang 05
2. Rennen: 344 Punkte, 3:19:25 h, Rang 12
3. Rennen: 821 Punkte, 2:47:14 h, Rang 04
4. Rennen: 821 Punkte, 2:57:24 h, Rang 04
5. Rennen: 645 Punkte, 2:57:26 h, Rang 06
6. Rennen: 946 Punkte, 2:55:22 h, Rang 03
7. Rennen: 578 Punkte, 3:27:02 h, Rang 07

### Turnen
Einzelmehrkampf
- Ángel Aguiar
Finale: 92,65 Punkte (45,60 Punkte Pflicht – 47,05 Punkte Kür), Rang 147
Barren: 15,45 Punkte (7,45 Punkte Pflicht – 8,00 Punkte Kür), Rang 155
Bodenturnen: 16,80 Punkte (8,70 Punkte Pflicht – 8,10 Punkte Kür), Rang 108
Pferdesprung: 17,35 Punkte (8,75 Punkte Pflicht – 8,60 Punkte Kür), Rang 128
Reck: 10,20 Punkte (4,50 Punkte Pflicht – 5,70 Punkte Kür), Rang 175
Ringe: 16,90 Punkte (7,85 Punkte Pflicht – 9,05 Punkte Kür), Rang 109
Seitpferd: 15,95 Punkte (8,35 Punkte Pflicht – 7,60 Punkte Kür), Rang 109

- Francisco Cascante
Finale: 78,55 Punkte (38,10 Punkte Pflicht – 40,45 Punkte Kür), Rang 177
Barren: 14,30 Punkte (8,30 Punkte Pflicht – 6,00 Punkte Kür), Rang 169
Bodenturnen: 17,15 Punkte (8,65 Punkte Pflicht – 8,50 Punkte Kür), Rang 96
Pferdesprung: 15,00 Punkte (6,65 Punkte Pflicht – 8,35 Punkte Kür), Rang 170
Reck: 7,00 Punkte (3,00 Punkte Pflicht – 4,00 Punkte Kür), Rang 181
Ringe: 15,35 Punkte (7,00 Punkte Pflicht – 8,35 Punkte Kür), Rang 153
Seitpferd: 9,75 Punkte (4,50 Punkte Pflicht – 5,25 Punkte Kür), Rang 179

- Rafael Lecuona
Finale: 99,10 Punkte (49,65 Punkte Pflicht – 49,45 Punkte Kür), Rang 116
Barren: 16,00 Punkte (8,90 Punkte Pflicht – 7,10 Punkte Kür), Rang 144
Bodenturnen: 15,70 Punkte (7,55 Punkte Pflicht – 8,15 Punkte Kür), Rang 147
Pferdesprung: 16,75 Punkte (8,00 Punkte Pflicht – 8,75 Punkte Kür), Rang 150
Reck: 16,80 Punkte (8,10 Punkte Pflicht – 8,70 Punkte Kür), Rang 106
Ringe: 16,40 Punkte (7,95 Punkte Pflicht – 8,45 Punkte Kür), Rang 121
Seitpferd: 17,45 Punkte (9,15 Punkte Pflicht – 8,30 Punkte Kür), Rang 77